# Max von Gallwitz
Max Carl Wilhelm von Gallwitz (Breslau 2 mei 1852  - Napels 18 april 1937) was een Duitse generaal uit Breslau (nu Wroclaw) die tijdens de Eerste Wereldoorlog zowel aan het oostfront als het westfront diende.

## Leven
Von Gallwitz ging de oorlog in als de Korpscommandant van het Garde-Reserve-Korps, actief aan het westelijke front. In augustus 1914 voerde hij het bevel om de Forten rond Namen in te nemen. Mede door de inzet van 90.000 man en de zwaarste artillerie, waaronder Skoda mortieren en Dikke Bertha houwitsers klaarde hij de klus, in enkele dagen na felle gevechten.
Hij werd bijna meteen daarna overgeplaatst naar het oostfront en trad toe bij het Duits Achtste Leger, onder leiding van generaal Paul von Hindenburg. In 1915 kreeg hij het bevel over de Armeegruppe Gallwitz (later deel van het Twaalfde Leger) en nam deel aan het succesvolle Gorlice-Tarnów-offensief aan de zijde van August von Mackensen, die de leiding had over het Elfde Leger. Tegen het einde van dit jaar werd von Gallwitz zelf gepromoveerd tot commandant van het Elfde Leger en versloeg samen met de Oostenrijk-Hongaren en de Bulgaren Servië tijdens de Servische Campagne. 
In 1916 werd hij terug naar het westfront overgeplaatst, waar zijn legers, het Eerste en het Tweede deelnamen aan de Slag aan de Somme. In de periode 1916-1918 voerde hij het bevel over Vijfde Leger, ook aan het westfront, en ging de strijd aan met de Amerikanen toen zij hun offensief bij Saint-Mihiel lanceerden.
Na zijn ontslag bij het leger, diende von Gallwitz als afgevaardigde in de Rijksdag (1920-1924) voor de Duitse Nationale Volkspartij.

## Militaire loopbaan
- Soldat: 13 augustus 1870[2]
- Portepée-Fähnrich: 9 maart 1871[2]
- Sekonde-Lieutenant: 9 maart 1872[2]
- Premier-Lieutenant: 3 maart 1881[2]
- Hauptmann: 15 oktober 1885[2]
- Major: 23 mei 1890[2]
- Oberstleutnant: 12 september 1896[2]
- Oberst: 25 maart 1899[2]
- Generalmajor: 18 oktober 1902[2]
- Generalleutnant: 16 oktober 1906[2]
- General der Artillerie: 4 april 1911[2]

## Onderscheidingen
- Pour le Mérite - Uitgereikt op 24 juli 1915[2][3] - Eikenloof toegevoegd op 17 april 1917[2]- 28 september 1915[3]
- Het Grootkruis in de Orde van de Rode Adelaar
- De Orde van de Zwarte Adelaar - Uitgereikt op 23 december 1917
- Adelstand verheven op 16 juni 1913[2]